# Tobruk
Tobruk hay Tubruq (tiếng Ả Rập: طبرق; là một thành phố nhỏ, cảng biển, và bán đảo ở đông bắc Libya, giáp biên giới Ai Cập, ở Bắc Phi. Nó là thủ phủ của quận Al Butnan (trước đây là quận Tobruk). Dân số của Tobruk là 110,000 (2006).

Tobruk vốn là một thuộc địa của người Hy Lạp cổ đại và sau đó Tobruk trở thành một Pháo đại La Mã cổ đại để bảo vệ vùng biên giới Cyrenaic. Trải qua nhiều thế kỷ, Tobuk còn trở thành một trạm dừng vùng duyên hải cho các thương đoàn. Năm 1911, Tobuk trở thành một cảng quân sự của người Ý trong chiến tranh thế giới lần thứ hai, trong năm 1941, phe Đồng Minh và phe Trục đã đánh nhau một trận dài ở đây. Được tái thiết sau chiến tranh, Torbuk trong thập niên 1960 được mở rộng để có thêm một ga đường sắt kết nối với một đường ống dẫn dầu tới mỏ dầu Sarir.

## Khí hậu
Tobruk có khí hậu sa mạc nóng (phân loại khí hậu Köppen BWh).
| Dữ liệu khí hậu của Tobruk               | Dữ liệu khí hậu của Tobruk | Dữ liệu khí hậu của Tobruk | Dữ liệu khí hậu của Tobruk | Dữ liệu khí hậu của Tobruk | Dữ liệu khí hậu của Tobruk | Dữ liệu khí hậu của Tobruk | Dữ liệu khí hậu của Tobruk | Dữ liệu khí hậu của Tobruk | Dữ liệu khí hậu của Tobruk | Dữ liệu khí hậu của Tobruk | Dữ liệu khí hậu của Tobruk | Dữ liệu khí hậu của Tobruk | Dữ liệu khí hậu của Tobruk |
| Tháng                                    | 1                          | 2                          | 3                          | 4                          | 5                          | 6                          | 7                          | 8                          | 9                          | 10                         | 11                         | 12                         | Năm                        |
| ---------------------------------------- | -------------------------- | -------------------------- | -------------------------- | -------------------------- | -------------------------- | -------------------------- | -------------------------- | -------------------------- | -------------------------- | -------------------------- | -------------------------- | -------------------------- | -------------------------- |
| Cao kỉ lục °C (°F)                       | 25.2 (77.4)                | 31.5 (88.7)                | 39.5 (103.1)               | 42.6 (108.7)               | 43.0 (109.4)               | 44.6 (112.3)               | 41.9 (107.4)               | 41.8 (107.2)               | 41.0 (105.8)               | 38.1 (100.6)               | 33.5 (92.3)                | 27.7 (81.9)                | 44.6 (112.3)               |
| Trung bình ngày tối đa °C (°F)           | 16.9 (62.4)                | 17.6 (63.7)                | 19.5 (67.1)                | 23.0 (73.4)                | 24.6 (76.3)                | 27.1 (80.8)                | 27.7 (81.9)                | 28.0 (82.4)                | 27.5 (81.5)                | 26.3 (79.3)                | 22.9 (73.2)                | 19.2 (66.6)                | 23.4 (74.1)                |
| Trung bình ngày °C (°F)                  | 12.2 (54.0)                | 13.3 (55.9)                | 15.4 (59.7)                | 18.3 (64.9)                | 20.6 (69.1)                | 23.3 (73.9)                | 24.9 (76.8)                | 25.4 (77.7)                | 24.5 (76.1)                | 22.5 (72.5)                | 19.1 (66.4)                | 15.1 (59.2)                | 19.5 (67.1)                |
| Tối thiểu trung bình ngày °C (°F)        | 8.9 (48.0)                 | 9.5 (49.1)                 | 11.3 (52.3)                | 13.6 (56.5)                | 16.6 (61.9)                | 19.6 (67.3)                | 22.0 (71.6)                | 22.7 (72.9)                | 21.5 (70.7)                | 18.7 (65.7)                | 15.4 (59.7)                | 11.1 (52.0)                | 15.9 (60.6)                |
| Thấp kỉ lục °C (°F)                      | 2.1 (35.8)                 | 0.8 (33.4)                 | 5.3 (41.5)                 | 6.1 (43.0)                 | 7.8 (46.0)                 | 12.6 (54.7)                | 16.1 (61.0)                | 16.7 (62.1)                | 15.2 (59.4)                | 11.5 (52.7)                | 7.2 (45.0)                 | 3.4 (38.1)                 | 0.8 (33.4)                 |
| Lượng Giáng thủy trung bình mm (inches)  | 38 (1.5)                   | 25 (1.0)                   | 11 (0.4)                   | 4 (0.2)                    | 2 (0.1)                    | 0 (0)                      | 0 (0)                      | 0 (0)                      | 1 (0.0)                    | 8 (0.3)                    | 19 (0.7)                   | 36 (1.4)                   | 145 (5.7)                  |
| Số ngày giáng thủy trung bình (≥ 0.1 mm) | 8                          | 6                          | 4                          | 1                          | 1                          | 0                          | 0                          | 0                          | 0                          | 2                          | 3                          | 7                          | 32                         |
| Độ ẩm tương đối trung bình (%)           | 66                         | 64                         | 65                         | 64                         | 69                         | 72                         | 74                         | 73                         | 71                         | 67                         | 67                         | 65                         | 68                         |
| Số giờ nắng trung bình tháng             | 232.5                      | 299.5                      | 288.3                      | 246.0                      | 306.9                      | 348.0                      | 350.3                      | 331.7                      | 288.0                      | 257.3                      | 285.0                      | 179.8                      | 3.413,3                    |
| Nguồn 1: Deutscher Wetterdienst          |                            |                            |                            |                            |                            |                            |                            |                            |                            |                            |                            |                            |                            |
| Nguồn 2: Weather Online                  |                            |                            |                            |                            |                            |                            |                            |                            |                            |                            |                            |                            |                            |